# Wernersdorf
Wernersdorf là một đô thị thuộc huyện Deutschlandsberg thuộc bang Steiermark, nước Áo. Đô thị Wernersdorf có diện tích 9,97 km², dân số thời điểm cuối năm 2005 là 671 người.